# Mashak-e Tehranchi
Mashak-e Tehranchi (em persa: ماشك تهرانچي, também romanizada como Māshak-e Tehrānchī; também conhecida como Māshak) é uma aldeia do distrito rural de Kurka, situada no distrito central de Astaneh-ye Ashrafiyeh, na província de Gilan, no Irã. Segundo o censo de 2006, sua população era de 1 018, em 296 famílias.